# Ali Bendjelida
Ali Bendjelida est un homme politique français né le 31 mars 1915 à Cherchell en Algérie et mort le 15 septembre 1976 à Alger. Il a été député non-inscrit de la première législature de la Cinquième République du 30 novembre 1958 au 3 juillet 1962 à la suite de l'indépendance de l'Algérie et donc l'arrêt de la fonction des députés algériens. Il a été élu dans la 17e circonscription d'Algérie, le département de Sétif.
Il était greffier de profession.